# Hourihan Glacier
Hourihan Glacier är en glaciär i Antarktis. Den ligger i Östantarktis. Australien gör anspråk på området. Hourihan Glacier ligger 1 279 meter över havet.
Terrängen runt Hourihan Glacier är bergig åt sydväst, men åt nordost är den kuperad. Trakten är obefolkad. Det finns inga samhällen i närheten. 